# O-I (Panzer)

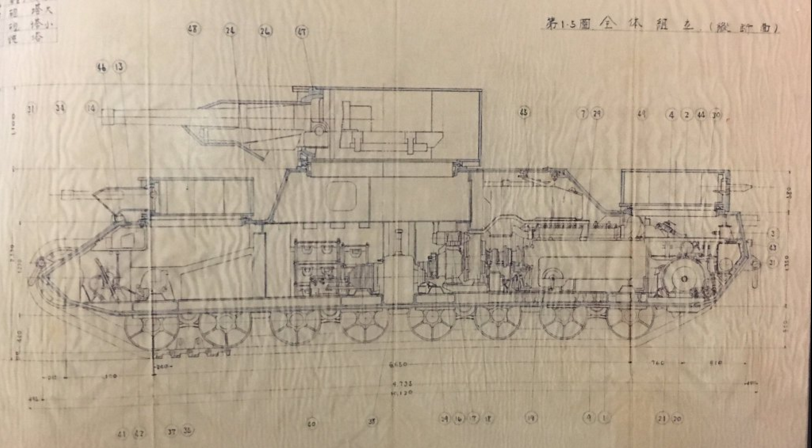
Schnittzeichnung des O-I

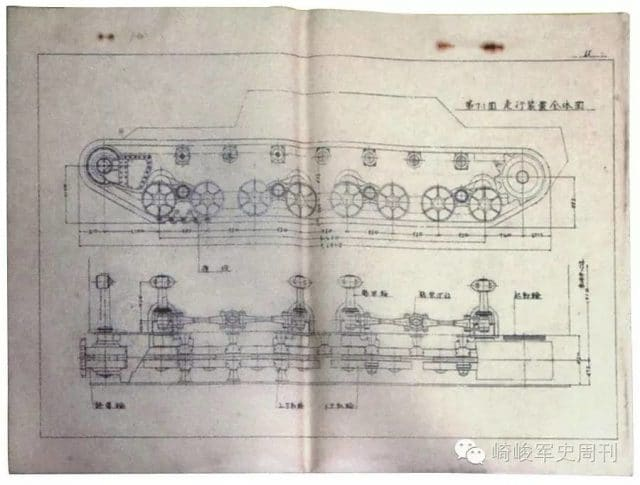
Seitenansicht und Radaufhängung des O-I

O-I war ein geplanter überschwerer japanischer Panzer aus der Zeit des Zweiten Weltkrieges. O steht dabei für „Ooki-I-gou“, Japanisch für „groß“, I für „erster“.
Nach den Kämpfen am Chalin Gol von Mai bis September 1939 mit der Roten Armee glaubte die Kaiserlich Japanische Armee, dass ein überschwerer Panzer, gleich einer fahrenden Festung, zukünftig nötig wäre. Der Auftrag wurde an Mitsubishi vergeben. Bei Mitsubishi lief das Projekt unter der Bezeichnung Mi-To, Mi für Mitsubishi, To für Tokyo.
Als Multiturmpanzer ausgelegt, besaß er neben dem Hauptturm kleinere Türme, welche vorne und am Heck auf der Wanne angebracht werden sollten. Das Gewicht betrug 120 bis 150 Tonnen. Gefedert wurde das Fahrzeug durch die auf Laufrollen befestigten Schraubenfedern. Als Antrieb waren zwei modifizierte BMW VI-Flugzeugmotoren vorgesehen, die von Japan als Kawasaki Ha-9 in Lizenz gebaut wurden. Der Motor war auch für den Typ 5 Chi-Ri vorgesehen. Zwei dieser luftgekühlten Benzinmotoren sollten parallel im Heck untergebracht werden. Als Getriebe war eine verstärkte Version des im Typ 97 Chi-Ha verwendeten geplant. Nach den Konstruktionsplänen war der Hauptturm mit einer Typ 96 15-cm-Haubitze bestückt. Zwei kleine Türme vorne auf der Wanne nahmen je eine 47-mm-Panzerabwehrkanone Typ 1 auf; ein weiterer Turm am Heck nahm zwei schwere Bordmaschinengewehre Typ 97 auf. Nach anderen Aussagen war als Hauptbewaffnung die Typ 92 10-cm-Kanone vorgesehen. Auch zur Panzerung gibt es verschiedene Aussagen. Demnach war die Frontpanzerung 75 mm stark, mit einer zusätzlichen Panzerplatte von 75 mm. Die Seitenpanzerung betrug 35 mm mit zusätzlichen 35 mm starken Panzerschürzen die über die oberen Ketten ragten. Andere Quellen berichten von maximal 200 mm Front- und 110 mm Seitenpanzerung.
Die Versuche mit einem unfertigen Prototypen wurden wahrscheinlich am 1. August 1943 im Sagami Arsenal durchgeführt. Nachdem im Versuch die Federung zerstört worden war, gab man den Entwurf auf und verschrottete den Prototyp. Als einziges Überbleibsel ist ein 0,8 m breites Glied der Gleiskette erhalten. Dieses befand sich lange Zeit in einem Schrein in Fujinomiya, bevor es in die militärische Einrichtung Camp Takigahara der japanischen Bodenselbstverteidigungsstreitkräfte gebracht wurde.
Die Informationen zu diesem Panzerprojekt basierten hauptsächlich auf den nach dem Krieg gemachten Aussagen der beteiligten Entwickler. Erst Ende 2016 wurden einige originale Entwicklungsdokumente veröffentlicht. In der Literatur findet man auch die Aussage, dass der Prototyp eines 100-Tonnen-Panzers 1940 hergestellt, aber das Projekt nicht mehr verfolgt wurde. 1944 hätte man das Projekt unter der Bezeichnung O-I wieder aufgenommen, aber wegen der schlechten Kriegslage abgebrochen. Nach den neuen Dokumenten handelt es sich um dasselbe Projekt.